# Хайме III (король Майорки)
Хайме III Шибайголова (*Jaume III el Temerario, 5 квітня 1315 —25 жовтня 1349) — король Майорки у 1324—1344 роках. Мав також інше прізвисько «Невдаха».

## Життєпис

### Молоді роки
Походив з Барселонської династії. Син Фердинанда Майоркського (третього сина Хайме II Майоркського) і Ізабелли де Сабран. Народився у м. Катанья на Сицилії. Після смерті матері 1315 року Хайме отримав титул князя Ахеї і Мореї під опікою батька. Останній загинув у 1316 році, намагаючись відвоювати ці володіння у Неаполітанського королівства. Після смерті свого стрийка короля Санчо I успадкував Майорканське королівство (про це було узгоджено ще у 1322 році).

### Правління
Юному королю було всього дев'ять років. Регентська рада на чолі зі стрийком Філіпом, абатом Сан-Педро, домоглася, щоб Хайме II, король Арагону, остаточно відмовився від претензій на трон. Втім борги, в які увігнав королівство Санчо I, а також епідемії 1331 і 1333 років призвели до того, що до свого повноліття Хайме III отримав повністю зруйновану і спустошену державу. У 1331 році знать Ахейського князівства визнала права Хайме III, а з 1333 році його влада в князівстві була повною.
У 1335 році Хайме III оголошено повнолітнім. У 1336 році він одружився з донькою короля Арагону. Перший час королю Майорки навіть довелося імпортувати хліб, що ще більше погіршило фінансове становище.
Хайме III намагався виправити політичну і економічну ситуацію, впровадивши у 1326 та 1337 році кодекси законів — Consulado del Mar і Leges palatinae відповідно. Вони повинні були врегулювати діяльність королівської адміністрації, мит та податків. Але зобов'язання по відношенню до Арагону змусили його вступити у 1336 році у війну з Генуезькою республікою, що призвело до втрати частини ринків збуту, погіршення фінансової ситуації і необхідності вдаватися до нових гонінь на жидів.
У 1342 році відмовився визнати зверхність короля Арагону, посилаючи на рішення вчених університету Монпельє. У 1343 році Хайме III вступив у конфлікт з Філіпом VI, королем Франції, стосовно належності сеньйорії Монпельє. Цим скористався Педро IV, король Арагону, який у 1344 році практично без опору захопив Майорку та інші Балеарські острови, а у 1345 році — графства Руссільон і Сердінья.
Хайме III була запропонована солідна пенсія в якості компенсації, але він не змирився зі втратою трону. У 1347 році одружився з донькою віконта Омеладеса й онукою Хайме II Майоркського. Продавши Франції Монпельє, повалений король найняв військо і 1349 році висадився на Майорці, але в битві при Льюкамайорі зазнав поразки й загинув. Його діти йменували себе королями Майорки, але реальної влади не мали.

## Родина
1. Дружина — Констанція, донька Альфонсо IV, короля Арагону.
Діти:
- Хайме (1336—1375)
- Ізабелла (1337—1403)

2. Дружина — Іоланда, донька Беренгера де Вільяррагут, віконта Омеладес.
Діти:
- Ескларамунда (1348—1349)